# Mopsella sinuata
Mopsella sinuata är en korallart som först beskrevs av Wright och Studer 1889.  Mopsella sinuata ingår i släktet Mopsella och familjen Melithaeidae. Inga underarter finns listade i Catalogue of Life.